# José James
José James (Minneapolis, 1978. január 20. –) amerikai dzsessz- és hip-hop énekes.

## Pályakép
A New School for Jazz and Contemporary Music iskolában tanult muzsikálni. 2008-ban debütált a The Dreamer című albumával.

## Lemezek
- 2008: The Dreamer
- 2010: Blackmagic
- 2010: For All We Know
- 2013: No Beginning No End
- 2014: While You Were Sleeping
- 2015: Yesterday I Had the Blues
- 2017: Love in a Time of Madness
- 2018: Lean on Me
- 2018:  The Dreamer

## Díjak
- 2010: Edison-díj
- 2010: L'Académie du Jazz, Grand Prix for best Vocal Jazz Album of 2010